# STS-101
是历史上第九十七次航天飞机任务，也是亞特蘭提斯號太空梭的第二十一次太空飞行。

## 任务成员
- 詹姆斯·海塞尔（James D. Halsell，曾执行、以及任务），指令长
- 斯科特·赫罗威兹（Scott J. Horowitz，曾执行、以及任务），飞行员
- 玛丽·韦伯（Mary E. Weber，曾执行以及任务），任务专家
- 杰弗里·威廉姆斯（Jeffrey N. Williams，曾执行、联盟TMA-8以及远征13号任务），任务专家
- 詹姆斯·沃斯（James S. Voss，曾执行、以及任务），任务专家
- 苏珊·赫尔姆斯（Susan J. Helms，曾执行、远征2号以及任务），任务专家
- 尤里·乌萨切夫（Yury V. Usachev，俄罗斯宇航员，曾执行联盟TM-18、联盟TM-23、以及远征2号任务），任务专家